# امیلیا برودین
امیلیا برودین (انگلیسی: Emilia Brodin؛ زادهٔ ۱۱ فوریهٔ ۱۹۹۰) بازیکن فوتبال اهل سوئد است.
از باشگاه‌هایی که در آن بازی کرده‌است می‌توان به دیوری گردن و باشگاه فوتبال زنان تیرسو اشاره کرد.
وی همچنین در تیم ملی فوتبال زنان سوئد بازی کرده‌است.
وی در مسابقات کشوری و بین‌المللی در مجموع برندهٔ ۱ مدال نقره شده‌است.